# 1,2-riarrangiamento
Un 1,2-riarrangiamento o 1,2-migrazione o 1,2-shift o 1,2-shift di Whitmore è una reazione organica dove un sostituente, cioè un radicale o un atomo, cambia posizione da un atomo a un altro in un composto chimico. Nel caso 1,2 shift il movimento implica due atomi adiacenti ma sono possibili movimenti su atomi a distanze maggiori, si parla di 1,3-shift o 1,4-shift, ecc. Nell'esempio che segue il sostituente R muove da un atomo di carbonio C2 a un altro C3.
La reazione è intramolecolare e il composto di partenza e il prodotto di reazione sono degli isomeri strutturali.
Il 1,2-riarrangiamento appartiene a un'ampia classe di reazioni chimiche dette reazioni di riarrangiamento.
Un riarrangiamento che coinvolge un atomo d'idrogeno viene detto 1,2-shift idruro. Se il sostituente che viene riarrangiato è un gruppo alchilico, viene nominato in base all'anione del gruppo alchilico: ad esempio 1,2-shift metanuro, 1,2-shift etanuro, ecc.

## Meccanismo della reazione
Un riarrangiamento 1,2-shift viene spesso inizializzato dalla formazione di un intermedio reattivo che può essere:
- carbocatione tramite eterolisi con un riarrangiamento nucleofilo o un  riarrangiamento anionetropico;
- carbanione in un riarrangiamento elettrofilo o un riarrangiamento cationetropico;
- radicale libero tramite omolisi;
- nitrene.

La forza trainante per la migrazione effettiva di un sostituente nella fase due del riarrangiamento è la formazione di un intermedio più stabile.
Ad esempio un carbocatione terziario è più stabile di un carbocatione secondario e quindi la reazione SN1 di neopentil bromuro con etanolo produce terz-pentil etil etere. 
I riarrangiamenti di carbocationi sono più comuni di quelli con carbanioni o radicali. Questa osservazione può essere spiegata sulla base della regola di Hückel. Lo stato di transizione di un carbocatione ciclico è aromatico e stabile perché contiene due elettroni. In uno stato di transizione anionica sono invece presenti quattro elettroni quindi antiaromatico e destabilizzato. Uno stato di transizione di un radicale non è né stabilizzato né destabilizzato.
Una reazione 1,2-shift con carbocatione molto conosciuta è il riarrangiamento di Wagner–Meerwein. Mentre una reazione 1,2-shift con carbanione è il riarrangiamento dell'acido benzilico.

## 1,2-shift con radicali
Il primo 1,2-shift con un radicale porta il nome di Heinrich Otto Wieland nel 1911 ed è stata la conversione del bis(trifenilmetil)perossido (1) a tetrafeniletano (2).
La reazione procede attraverso il radicale A (trifenilmetossile), con un riarrangiamento al radicale C (difenilfenossimetile) e alla sua dimerizzazione. Non è chiaro fino a oggi se in questo riarrangiamento l'intermedio radicale B (cicloesadienile) è uno stato di transizione o un intermedio reattivo (o qualsiasi altra specie simile) in quanto ha finora eluso il rilevamento mediante spettroscopia ESR.
Un esempio dell'1,2-shift con un radicale poco conosciuto si trova nella pirolisi in fase gassosa di alcuni composti aromatici policiclici. L'energia richiesta per un radicale arile nella reazione 1,2-shift può essere alta (maggiore di 60 kcal/mol o 250 kJ/mol)  ma molto meno di quella richiesta per una sottrazione di protoni in un arino, famiglia di composti organici derivati dal benzino (82 kcal/mol o 340 kJ/mol). Nei radicali alcheni di preferenza la sottrazione di protoni produce un radicale alchino.

## Reazioni con 1,2-shift
Le seguenti reazioni hanno un meccanismo dell'1,2-shift:
- 1,2-riarrangiamento di Wittig
- Riarrangiamento alfa-chetolo
- Riarrangiamento di Beckmann
- Riarrangiamento dell'acido benzilico
- Riarrangiamento di Brook
- Riarrangiamento di Criegee
- Riarrangiamento di Curtius
- Reazione d'espansione anello di Dowd–Beckwith
- Riarrangiamento di Favorskii
- Reazione di Friedel-Crafts
- Riarrangiamento di Fritsch–Buttenberg–Wiechell
- Riarrangiamento della danza alogena
- Riarrangiamento di Hofmann
- Riarrangiamento di Lossen
- Riarrangiamento pinacolico
- Riarrangiamento di Seyferth–Gilbert
- Reazione SN1
- Riarrangiamento di Stevens
- Riarrangiamento di Wagner–Meerwein
- Riarrangiamento di Westphalen–Lettré
- Riarrangiamento di Wolff

## Reazioni con 1,3-shift
Gli 1,3-shift avvengono su tre atomi di carbonio. Esempi comuni: 
- il Riarrangiamento di Fries
- lo 1,3-shift alchile del composto verbenone al crisantenone, entrambi terpeni.